# Rio Breazova (Strei)
O Rio Breazova é um rio da Romênia afluente do Rio Galbena, localizado no distrito de Hunedoara.